# 未来優希
未来 優希（みらい ゆうき、5月8日 - ）は、日本の女優。元宝塚歌劇団雪組の男役。元雪組副組長。
東京都渋谷区、順心女子学園高等学校出身。身長166cm。血液型B型。愛称は「ハマコ」。
所属事務所はACT JP エンターテイメント。

## 来歴
1991年、宝塚音楽学校入学。
1993年、宝塚歌劇団に79期生として首席入団。月組公演「グランドホテル／BROADWAY BOYS」で初舞台。
1994年、組まわりを経て雪組に配属。
1999年の「バッカスと呼ばれた男」で新人公演初主演。
2008年3月31日付で雪組副組長に就任。
2010年4月25日、「ソルフェリーノの夜明け／Carnevale」東京公演千秋楽をもって、宝塚歌劇団を退団。
退団後は舞台を中心に活動している。

## 宝塚歌劇団時代の主な舞台

### 初舞台
- 1993年4 - 5月、月組『グランドホテル』『BROADWAY BOYS』（宝塚大劇場のみ）

### 組まわり
- 1993年8 - 9月、花組『ベイ・シティ・ブルース』『イッツ・ア・ラブ・ストーリー』（宝塚大劇場のみ）
- 1993年11月、星組『うたかたの恋』『パパラギ』（東京宝塚劇場のみ）

### 雪組時代
1995年
- 『JFK』新人公演・フルシチョフ（本役・亜実じゅん）『バロック千一夜』
- 『あかねさす紫の花』新人公演・大友皇子（本役・眉月凰）『マ・ベル・エトワール』

1996年
- 『エリザベート』エーアンの歌手、新人公演・ゾフィー（本役・朱未知留）[2]
- 『虹のナターシャ』『La Jeunesse!』

1997年
- 『仮面のロマネスク』ジャン、新人公演・法院長（本役・箙かおる）『ゴールデン・デイズ』
- 『真夜中のゴースト』『レ・シェルバン』
- 『春櫻賦』藤太、新人公演・喜楽坊遊三（本役・汐風幸）『Let's JAZZ』

1998年
- バウホール『ICARUS』ボブ
- バウホール『心中・恋の大和路』与平[2]
- TCAスペシャル『タカラジェンヌ！』
- 『浅茅が宿』新人公演・法師（本役・箙かおる）『ラヴィール』
- バウホール『凍てついた明日 〜ボニー＆クライド〜』ジョーンズ

1999年
- TCAスペシャル『ハロー!ワンダフル・タイム』
- 『再会』『ノバ・ボサ・ノバ』ピエロ、新人公演・ルーア神父（本役・汐風幸）
- バウホール『SAT IT AGAIN－ヴェローナの二紳士－』ハワード
- 『バッカスと呼ばれた男』新人公演・ジュリアン・グランジョルジュ（本役・轟悠）『華麗なる千拍子'99』 新人公演初主演[2]

2000年
- バウホール『ささら笹舟』藤田伝五郎
- ベルリン公演『宝塚　雪・月・花』『サンライズ・タカラヅカ』
- TCAスペシャル『KING OF REVUE』
- 1000days劇場『デパートメント・ストア』『凱旋門』ローゼンフェルト
- バウホール『ALL ABOUT RIKA』

2001年
- 『猛き黄金の国』小栗上野介『パッサージュ』
- バウホール『エンカレッジ・コンサート』
- 博多座『凱旋門』ハイメ『パッサージュ』
- 『愛 燃える』張良『Rose Garden』

2002年
- 日生劇場『風と共に去りぬ』ベル・ワットリング
- 『追憶のバルセロナ』エンセナダ『On the 5th』
- 宝塚巴里祭2002
- 全国ツアー『再会』スティーブ『華麗なる千拍子2002』

2003年
- 『春麗の淡き光に』野依知親『Joyful!!』
- TCAスペシャル『ディア・グランド・シアター』
- 全国ツアー『春麗の淡き光に』野依知親『Joyful!!』
- 『Romance de Paris』バンジャマン・ルルーシュ『レ・コラージュ』

2004年
- 中日劇場『Romance de Paris』バンジャマン・ルルーシュ『レ・コラージュ』
- 『スサノオ』アシナヅチ『タカラヅカ・グローリー!』
- 宝塚巴里祭2004『ボンジュール・パリ』
- 日生劇場『花供養』よし
- 『青い鳥を捜して』ジョルジュ『タカラヅカ・ドリーム・キングダム』

2005年
- シアタードラマシティ・東京特別・福岡特別『睡れる月』楠木二郎正頼
- 『霧のミラノ』ピエトロ・マルティーニ『ワンダーランド』
- 全国ツアー『銀の狼』バロー／ピエール『ワンダーランド』

2006年
- 『ベルサイユのばら-オスカル編-』ベルナール・シャトレ
- 朝海ひかるバウ・スペシャル『アルバトロス、南へ』
- 『堕天使の涙』アンリ『タランテラ!』
- 舞風りらミュージック・サロン『A Little Flower』

2007年
- 中日劇場・全国ツアー｢星影の人』山崎丞『Joyful!!Ⅱ』
- 『エリザベート』ゾフィー

2008年
- 『君を愛してる－Je t'aime－』レオン神父『ミロワール』
- バウ・ワークショップ『凍てついた明日－ボニー&クライドとの邂逅－』記者／バック・バロウ／フランク・ヘイマー
- 『ソロモンの指輪』『マリポーサの花』サルディバル
- シアタードラマシティ・東京特別『カラマーゾフの兄弟』フョードル

2009年
- 『風の錦絵』『ZORRO 仮面のメサイア』ホセ・ディアス
- 『ロシアン・ブルー -魔女への鉄槌-』ニコライ・エジェフ『RIO DE BRAVO!!（リオ デ ブラボー）』
- 全国ツアー『情熱のバルセロナ』エドワルド大公『RIO DE BRAVO!!』

2010年
- 『ソルフェリーノの夜明け』マンフレッド・ファンティ『Carnevale 睡夢』 退団主演[2]

## 宝塚歌劇団退団後の主な活動

### 舞台
2011年
- TAKARAZUKA WAY TO 100th ANNIVERSARY 『DREAM TRAIL - 宝塚伝説 -』
- ミュージカル『MITSUKO』
- 『ロミオとジュリエット』ジュリエットの乳母 役

2013年
- 『ワイルドホーン・メロディーズ』コーラス
- 『ロミオとジュリエット』ジュリエットの乳母 役

2014年
- 『レディ・ベス』メアリー・チューダー 役（吉沢梨絵とダブルキャスト）
- 『ファースト・デート』ローレン 役

2015年
- 『タイタニック』キャロライン・ネビル 役
- 『エリザベート』ルドヴィカ / マダム・ヴォルフ 役（2役）

2016年
- 『エリザベート』ルドヴィカ / マダム・ヴォルフ 役（2役）

2017年
- 『レディ・ベス』メアリー・チューダー 役（吉沢梨絵とダブルキャスト）

2019年
- 『エリザベート』ルドヴィカ / マダム・ヴォルフ 役（2役）

2021年
- ミュージカル『パレード』ミセス・フェイガン 役[7]
- ミュージカル『イン・ザ・ハイツ（英語版）』カミラ・ロザリオ 役[8]

2022年
- ミュージカル『四月は君の嘘』かをりの母 役[9]
- 『エリザベート』ルドヴィカ / マダム・ヴォルフ 役（2役）[10]

2023年
- 『Greatest Dream』[11]

2024年
- ミュージカル『モーツァルト!』セシリア 役[12]

2025年
- ミュージカル『二都物語』マダム・ドファルジュ 役[13][14]
- ミュージカル『エリザベート』ルドヴィカ / マダムヴォルフ[15]

## 受賞歴
- 2008年、『宝塚歌劇団年度賞』 - 2007年度努力賞[3]